# Партия Альба
Партия Алба или Альба (англ. Alba Party; гэльск. Pàrtaidh Alba; скотс Alba Pairty) — политическая партия гражданско-националистского и республиканского толка в Шотландии, образованная в преддверии выборов в Парламент Шотландии в мае 2021 года.
Выступает за образование абсолютного большинства партий, ратующих за независимость в шотландском парламенте на выборах в мае 2021 года, а также за незамедлительное создание независимого государства Шотландия путем принятия общенародной конституции.
Название партии относится к современному названию страны на гэльском языке, также являсь производным от названия древнего шотландского королевства Альба.

## История
В результате наметившегося в 2017 году раскола в Шотландской национальной партии (ШНП) среди сторонников и противников прогрессивного движения за независимость, а также открытого конфликта между бывшим и новым лидером партии, часть сторонников независимости решила создать альтернативную ШНП платформу. Их целью стало наделение голосами тех избирателей, которые, с одной стороны, разочаровались в искусственном затягивании проведения второго референдума о независимости в стране, а с другой — могли были быть проигнорированы в системе двухуровневого пропорционального распределения голосов методом Д’Онта, если бы, за неимением альтернативы, проголосовали только за ШНП.
На парламентских выборах, прошедших 6 мая 2021 г., партия не получила ни одного из мест в парламенте, набрав, в среднем по стране лишь около 1,5% голосов избирателей. Тем не менее, к партии примкнули 2 бывших депутата от Шотландии в палате Общин Великобритании и 13 шотландских муниципальных советников.
В 2022 году парития поддержала идею парламентской коалиции за независимость о том, что, планом «Б» по достижению независимости будет избрание простого большинства на очередных парламентских выборах в Шотландии.
После внезапной смерти А. Салмонда в 2024 году и прошедших в 2025 г. внутрипартийных выборов, партию возглавил бывший министр юстиции правительства Шотландии — Кенни МакАскил.

## Политические цели
Целью партии является создание социально справедливой, экологичной и независимой страны в условиях восстановления после пандемии и выхода из ЕС.
В опубликованном 21 Апреля 2021 г. манифесте своей партии, Алекс Салмонд заявил, что, в случае выборов кандидатов от партии в парламент, они в самые кратчайшие сроки поставят на повестку голосование о незамедлительном начале переговоров о независимости с правительством Великобритании.
Манифест партии включает следующие пункты:
- создание национальной корпорации управления альтернативными источниками энергии
- создание писаной конституции страны
- упразднение монархии
- достижение членства страной в Европейской ассоциации свободной торговли (как предпосылка восстановления членства в ЕС)
- скорейшее создание национальной валюты (с поддержанием фунта стерлингов как параллельной валюты на переходный период)
- создание второй, верхней палаты в парламенте Шотландии